# Рогов Володимир Валерійович
Рогов Володимир Валерійович (нар. 1 грудня 1976, Запоріжжя, Запорізька область, Українська Радянська Соціалістична Республіка) — колишній проросійський український політичний та громадський діяч, підприємець, колаборант з Росією під час російського вторгнення у 2022 році. З 2022 року перебуває під санкціями Сполучених Штатів Америки, Європейського Союзу та РНБО. Українофоб. 
У 2014 році очолював проросійську організацію «Словʼянську гвардію» в Мелітополі, закликав до повалення чинного державного ладу та приєднання Запорізької області до Росії. Згодом втік у Росію, де приєднався до Російського інституту стратегічних досліджень (РІСІ), де працював над аналітичними матеріалами, що стосувалися дискредитації України. Рогов активно брав участь у ток-шоу та коментував події в Україні для проросійських медіа, зокрема поширював дезінформацію про українську владу, військові дії на Донбасі та підтримував російську агресію. 
У 2022 році, після окупації Росією Запорізької області, став членом окупаційної головної ради «Військово-цивільної адміністрації Запорізької області», тимчасово був головою руху «Ми разом з Росією», який активно виступав за анексію окупованих територій. Ця організація отримала підтримку з боку російської влади та організовувала "референдуми" щодо приєднання до РФ. З 5 березня 2022 року самопроголошений міський голова Мелітополя.
14 серпня 2023 року Комунарський районний суд міста Запоріжжя визнав Володимира Рогова винним у державній зраді і пособництві державі-агресору. За сукупністю злочинів Рогова заочно засудили до 15 років увʼязнення з конфіскацією майна.

## Життєпис
За власними словами, Володимир Рогов народився 1 грудня 1976 року в Індії, а пізніше був перевезений до Української РСР, де й виріс. Однак у санкційних документах вказується, що Рогов народився у Запоріжжі. 1984-1994 роках навчався в середній школі № 49 у Запоріжжі, яку закінчив із золотою медаллю. У 1994-1999 роках здобув вищу освіту на факультеті економіки та управління Запорізького національного технічного університету за спеціальністю «Міжнародні економічні відносини».

### Трудова діяльність
У 1997-2000 роках був головним редактором газети «Ділове Місто». У 2000-х роках Рогов займався підприємницькою діяльністю. Його бізнес включав магазин комп’ютерних комплектуючих під назвою «КПСС», торгівлю канцелярськими товарами, володіння комерційними площами для здачі в оренду, а також виробництво алкоголю в Бердянську. Рогов також керував кількома місцевими вебсайтами з працевлаштування, знайомств та оголошень, що додавало до його підприємницького портфоліо. Рогов був відомий серед місцевих журналістів як власник сайту «День Запоріжжя» (day.zp.ua), який часто використовував новини з інших сайтів без посилань на першоджерело.

### Політична діяльність
Влітку 2007 року Рогов познайомився з Артемом Шарлаєм — формальним керівником проросійської організації «Словʼянська гвардія». У 2008 році отримав мандат на проведення акції «Георгіївська стрічка» у Запорізькій області, яка фінансувалася з державного бюджету. Рогов також встановив зв’язки з Артемом Тімченком, редактором газет «Істеблішмент» та «Іскра». Після приходу до влади Віктора Януковича, Рогов зосередився на Києві та встановленні контактів у Москві. Він брав участь у російсько-українських проектах, таких як «Російсько-українська молодіжна палата». У 2013 році Рогов приєднався до організації «Український вибір», яку створив Віктор Медведчук, і брав участь у їхніх пікетах, критикуючи владу за наміри євроінтеграції.
Співзасновник організацій «Російськомовна Україна», керівником якого був Вадим Колесніченко, депутат від «Партії регіонів», та «Світ без нацизму».
У грудні 2013 - січні 2014 років Рогов підтримував «Беркут» та внутрішні війська, забезпечуючи їх теплими речами та гарячими напоями. Після розгону активістів Євромайдану у Запоріжжі 26 січня, Рогов та його організація «Словʼянська гвардія» активно виступали проти протестувальників.
19 лютого 2014 року, після штурму Майдану та підпалу Будинку профспілок, Рогов виступив на зборах у Запорізькій ОДА, звинувачуючи протестувальників у співпраці з американцями та закликаючи вимкнути «5 канал». Після втечі Януковича Рогов разом з іншими проросійськими активістами брав участь у демонстраціях на підтримку російського вторгнення до Криму. На початку березня 2014 року Рогов зник з міста, і його прихильники заявили про його затримання СБУ. Однак пізніше з'явилися чутки, що він привласнив гроші від російських кураторів, призначені для підтримки місцевих антимайданівців.
Після подій 2014 року Володимир Рогов став співробітником Російського інституту стратегічних досліджень (РІСІ), де працював як "експерт з українського питання". Він також активно брав участь у російських медіа, розповідаючи про ситуацію в Україні та просуваючи проросійські наративи. Публічно Рогов позиціонував себе як керівник «Комітету державного будівництва Новоросії», однак діяльність цього комітету була фактично номінальною. Він залишив РІСІ у 2017 році, але продовжив брати участь у численних ток-шоу та давати коментарі кремлівським медіа, за допомогою яких поширював дезінформацію про ситуацію в Україні.

### Колабораціонізм
У 2022 році Володимир Рогов повернувся в Мелітополь, який на той момент вже окупований російськими військами. Під час формування окупаційних органів Рогов став членом головної ради "Військово-цивільної адміністрації Запорізької області", став окупаційним міським головою. Брав участь у формуванні колаборантського руху «Ми разом з Росією», який тимчасово очолював. Активно відстоював ідею приєднання області до складу Російської Федерації та просував референдум щодо цього. 
За керівництва Володимира Рогова відбувалося викрадення дітей на українських територіях, що привело, зокрема, до вбивства Тіграна Оганнісяна та Микита Ханганова у Бердянську, яких останній назвав "терористами".